# Uapaca heudelotii
Espèce
Synonymes
- Uapaca marquesii Pax[1]

Uapaca heudelotii est une espèce de plantes à fleurs de la famille des Phyllanthaceae et au genre Uapaca. C'est un arbre tropical dioïque et sempervirent. En français, il est plus souvent nommé rikio des rivières ou palétuvier des rivières.  On le trouve dans les forêts d’Afrique tropicale, jusqu'en Angola, toujours proche de l'eau ce qui lui permet un développement optimal de ses racines échasses. Ses fleurs sont blanches ou verdâtres. Ses fruits comestibles sont pourpres et d'aspect lisse.
Son épithète spécifique heudelotii rend hommage au botaniste français Jean-Pierre Heudelot (1803-1837), collecteur de plantes en Afrique de l'Ouest et à Madagascar.

## Description
Cette plante a été étudiée et classifiée par le botaniste français Henri Ernest Baillon. On peut trouver la description complète qu'il en a faite dans son ouvrage Recueil d'observation botanique, publié en 1860.
L'Uapaca heudelotii mesure entre 7 m et 25 m de haut, pour une circonférence pouvant atteindre les 2,75 m. Son tronc a un diamètre compris entre 20 cm et 90 cm. Son fût mesure une dizaine de mètres et ses racines échasses peuvent atteindre les 3 m de haut.

## Utilisation
Le fruit, comestible, a un goût de nèfle.

Les racines-échasses entraînent une accumulation de limon le long des berges et contribuent ainsi à limiter l'érosion.

Le bois est durable, facile à fendre. On s'en sert pour la construction. Il est apprécié comme bois de chauffe et pour le charbon de bois.
Certaines études ont montré les vertus médicinales de l'Uapaca heudelotii. Ces décoctions d'écorces sont traditionnellement utilisées en lavement, comme vomitif ou en lotion avec du sel, contre les affections de la peau. Il peut également servir de source de nutraceutiques anti-drépanocytaires.

## Liste des variétés
Selon Tropicos (30 juin 2020) :
- variété Uapaca heudelotii var. acuminata Hutch.